# SC Mika
SC Mika (Armeens: Ֆուտբոլային Ակումբ Միկա) is een Armeense voetbalclub uit de stad Jerevan. De club heeft zes keer de Armeense Beker gewonnen.

## Geschiedenis
De club werd opgericht op 30 november 1998 als MikaMika-Kasagh Asjtarak uit Asjtarak en werd een jaar later een profclub. In 2000 speelde de club voor het eerst in de hoogste klasse en werd vierde, de volgende seizoenen eindigde de club in de middenmoot, wel werd de beker verschillende malen binnen gehaald. In 2004 en 2005 werden ze telkens tweede achter Pjoenik Jerevan. In 2006 eindigde MIKA op gelijke hoogte met Banants Jerevan maar door een beter doelsaldo werd Banants tweede en plaatste zich hiermee voor de UEFA-cup. In 2007 verhuisde de club naar Jerevan. het tweede team speelde enkele jaren in de Aradżin chumb. Na afloop van het seizoen 2015/16 werd de club vanwege financiële problemen opgeheven.
In 2022 keerde de club met een nieuwe naam en clubkleuren terug naar de Armeense tweede klasse. 

## Erelijst
Beker van Armenië
Winnaar in 2000, 2001, 2003, 2005, 2006, 2011

## In Europa
MIKA Ashtarak speelde sinds 2000 in diverse Europese competities. Hieronder staan de competities en in welke seizoenen de club deelnam:
- Europa League (5x)

2009/10, 2010/11, 2011/12, 2013/14, 2014/15
- UEFA Cup (6x)

2000/01, 2001/02, 2004/05, 2005/06, 2006/07, 2007/08